# 化龙桥街道
化龙桥街道，是中华人民共和国重庆市渝中區下辖的一个乡镇级行政单位。

## 行政区划
化龙桥街道下辖以下地区：
永嘉路社区、嘉博路社区、李子坝社区、化龙桥社区和红岩村社区。

## 交通
- 化龙桥站